# Лео Гланс
Лео Гланс (нід. Leo Glans, МФА: [ˈleːjoː ˈɣlɑns]) — (*11 квітня 1911 — †9 жовтня 1980) — суринамський художник.
Він був першим суринамським художником, що навчався в Амстердамській художній академії. У молодості почав сліпнути й залишався незрячим до старості.
Народився в креольській середньозабезпеченій сім'ї, в Парамарибо, Суринам. Уже змалку робив перші спроби в малюванні портретів. Лео Гланс формувався під впливом грецького художника Джона Панделліса. В 1929 році він вирушає до Нідерландів.